# Epístoles Paulines

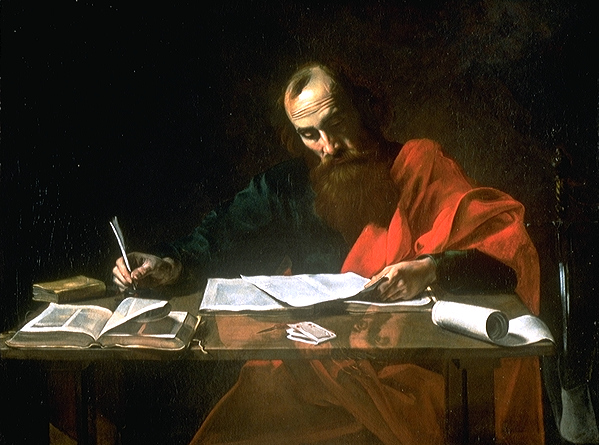
Sant Pau escrivint les seves epístoles, pintura del caravagisme francès (s. XVI)

Les epístoles paulines, o cartes de sant Pau, són els tretze o catorze llibres del Nou Testament atribuïts a l'apòstol Pau, tot i que alguns elements generen dubtes sobre l'autoria d'alguns d'aquests escrits. Entre aquestes epístoles hi ha alguns dels documents cristians més antics que es conserven. Proporcionen una visió de les creences i controvèrsies del cristianisme primitiu. Com a part del cànon del Nou Testament, són textos fonamentals tant per a la teologia com per a l'ètica cristiana.
La majoria dels estudiosos creuen que es pot afirmar sense dubtes que Pau va escriure set de les tretze epístoles paulines (Gàlates, Romans, 1 Corintis, 2 Corintis, Filèmon, Filipencs, 1 Tessalonicencs), mentre que tres de les epístoles que duen el nom de Pau es consideren àmpliament pseudoepigràfiques ( 1 Timoteu, 2 Timoteu i Titus ). L'escriptura  de les altres tres epístoles de Pau (2 Tessalonicencs, Efesis i Colossencs ) és un tema molt debatut. Alguns estudiosos creuen que aquestes sis últimes epístoles provenen de seguidors que escrivien en nom seu, utilitzant material de les cartes supervivents de Pau i cartes escrites per ell que ja no es conserven. L'Epístola als Hebreus, tot i que no porta el seu nom, es considerava tradicionalment paulina tot i que Roma en va qüestionar l'autoria. A partir del segle XVI l'opinió va situar-se en contra de l'autoria paulina d'aquesta epístola i pocs estudiosos ara l'atribueixen a Pau, principalment perquè té un estil i contingut diferent de les altres i perquè l'epístola no indica que Pau sigui l'autor, a diferència de les altres.
Les epístoles paulines se solen situar entre els Fets dels Apòstols i les epístoles catòliques (també anomenades epístoles generals) en les edicions modernes. La majoria dels manuscrits grecs col·loquen primer les epístoles generals,  tot i que alguns (175, 325, 336 i 1424) situen les epístoles paulines al final del Nou Testament.

## Autenticitat

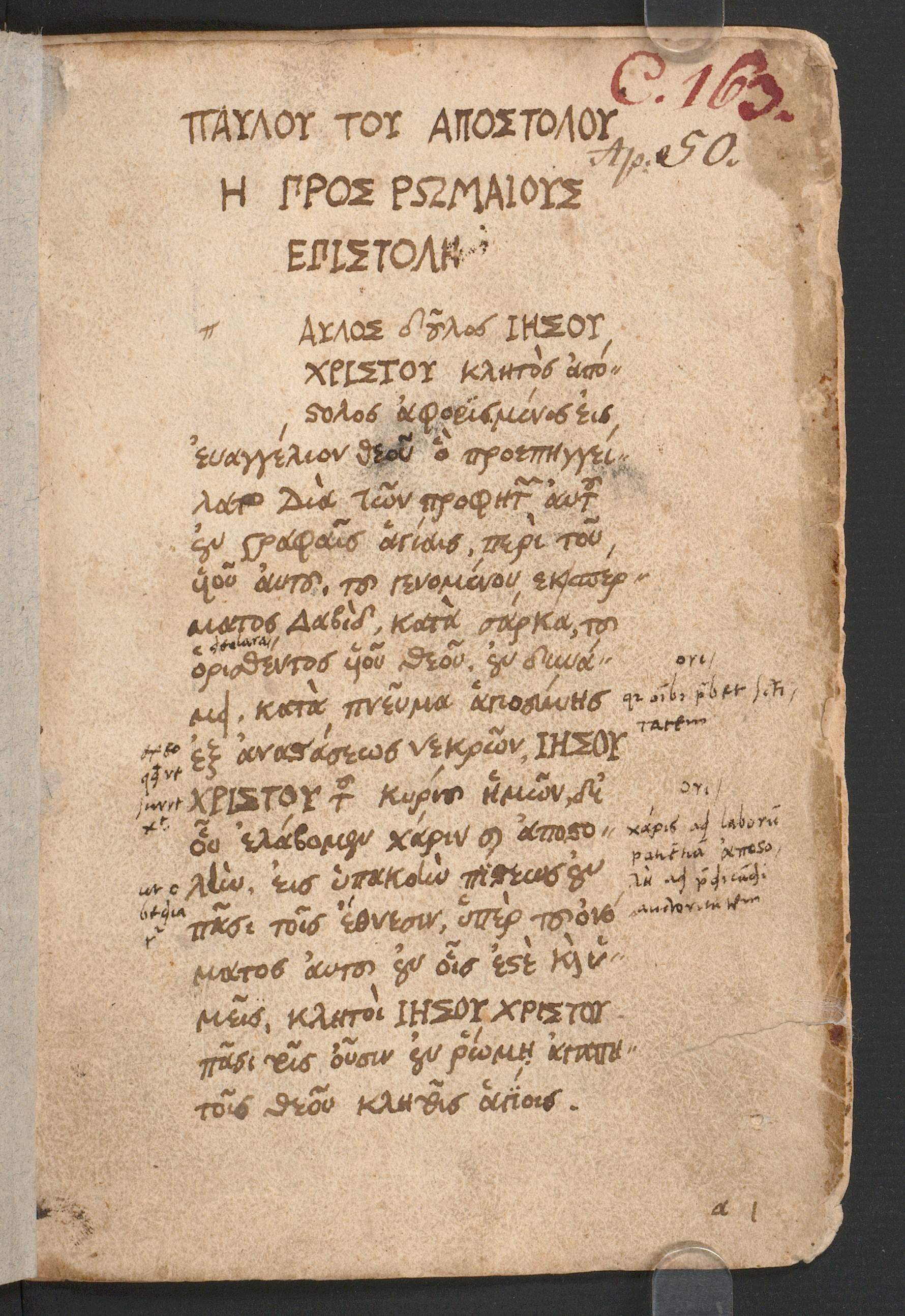
Inici del manuscrit grec de Huldrych Zwingli de les epístoles paulines, escrit el 1517, conservat a la Zentralbibliothek Zürich

En totes aquestes epístoles, excepte l'Epístola als Hebreus, l'autor i escriptor afirma ser Pau. Les cartes controvertides podrien haver estat escrites utilitzant el nom de Pau, com era habitual atribuir-les en aquell moment de la història.
Hi ha set cartes, amb dates consensuades,  considerades genuïnes per la majoria dels estudiosos:
- Gàlates (c. 48 dC)
- Primer Tessalonicencs (c. 49–51)
- Primera Epístola a Corintis (c. 53–54)
- Segona Epístola a Corintis (c. 55–56)
- Romans (c. 55–57)
- Filipencs (c. 57–59 o c. 62)
- Filemó (c. 57–59 o c. 62)

Les tres cartes en què els estudiosos estan dividits, són les que segueixen. Si aquestes cartes no són autèntiques, les dates consensuades probablement són incorrectes.
- Segona Epístola als Tessalonicencs (c. 51–52)
- Colossencs (c. 57–59 o c. 62)
- Efesis (c. 62)

Les cartes que molts estudiosos consideren pseudoepigràfiques (datació tradicional) són les que segueixen. El contingut d'aquestes cartes suggereix fermament que van ser escrites una dècada o més tard que el que indica la datació tradicional.
- Primera Carta a Timoteu (c. 62–64)
- Segona Timoteu (c. 62–65)
- Titus (c. 66–67)

Finalment, l'Epístola als Hebreus, tot i que és anònima i no està realment escrita en forma de carta, ha estat inclosa durant molt de temps entre les cartes completes de Pau. Tot i que algunes esglésies atribueixen Hebreus a Pau, tant estudiosos cristians com altres estudis moderns ho posen en dubte.

## Secretaris de Pau
Diversos estudiosos han argumentat que, a partir de detalls biogràfics de Pau, probablement va patir algun impediment físic, com ara pèrdua de visió o mans lesionades. Pau afirma explícitament en múltiples epístoles que va utilitzar secretaris, de vegades esmentats pel seu nom, una possible explicació per a epístoles aparentment no paulines. Alguns estudiosos creuen que les sis epístoles disputades provenen de seguidors que escrivien en el seu nom, utilitzant material de les cartes supervivents de Pau i cartes escrites per ell que ja no sobreviuen. Pau va utilitzar secretaris escribes i potser va tenir un equip de lectors, cosa que afegeix capes a la manera com es van compondre les cartes de Pau. Candida Moss ha argumentat que els secretaris van tenir un paper important però passat per alt en la producció de textos cristians primerencs com les epístoles paulines, instant a un reconeixement més ampli i ètic de les seves contribucions a l'autoria més enllà dels supòsits tradicionals.

## Ordre

### Ordre al Nou Testament
Les tretze epístoles, en l'ordre en què s'inclouen al Nou Testament, són:
| Títol                            | Grec                 | Llatí                           | Abreviació |
| -------------------------------- | -------------------- | ------------------------------- | ---------- |
| Carta als Romans                 | Προς Ρωμαίους        | Epistula ad Romanos             | Rm         |
| Primera carta als Corintis       | Προς Κορινθίους Α    | Epistula I ad Corinthios        | 1 Co       |
| Segona carta als Corintis        | Προς Κορινθίους Β    | Epistula II ad Corinthios       | 2 Co       |
| Epístola als Gàlates             | Προς Γαλάτας         | Epistula ad Galatas             | Ga         |
| Epístola als Efesis              | Προς Εφεσίους        | Epistula ad Ephesios            | Ef         |
| Epístola als Filipencs           | Προς Φιλιππησίους    | Epistula ad Philippenses        | Fl         |
| Epístola als Colossencs          | Προς Κολασσαείς      | Epistula ad Colossenses         | Col        |
| Primera carta als Tessalonicencs | Προς Θεσσαλονικείς Α | Epistula I ad Thessalonicenses  | 1 Te       |
| Segona carta als Tessalonicencs  | Προς Θεσσαλονικείς Β | Epistula II ad Thessalonicenses | 2 Te       |
| Primera carta a Timoteu          | Προς Τιμόθεον Α      | Epistula I ad Timotheum         | 1 Tm       |
| Segona carta a Timoteu           | Προς Τιμόθεον Β      | Epistula II ad Timotheum        | 2 Tm       |
| Epístola a Titus (o Tit)         | Προς Τίτον           | Epistula ad Titum               | Tit        |
| Epístola a Filemó (o Filèmon)    | Προς Φιλήμονα        | Epistula ad Philemonem          | Flm        |
| *Epístola als Hebreus            | Πρὸς Ἑβραίους        | Epistola ad Hebraeos            | Heb        |

L'autor de totes tretze epístoles s'identifica com a Pau (Παῦλος). Quatre d'elles són cartes personals (Filemó, Titus, i les dues a Timoteu), mentre que la resta s'adrecen a una comunitat cristiana local de forma col·lectiva.
Aquest ordre és notablement coherent en la tradició manuscrita, amb molt poques desviacions. El principi evident d'organització és la longitud descendent del text grec, però mantenint les tres epístoles pastorals adreçades a individus en una secció final separada. L'única anomalia és que la Carta a Gàlates precedeix la Carta a Efesis, lleugerament més llarga.

### Ordre cronològic
Aquest és l'ordre cronològic en què van ser escrites.
| Data     | Nom              | Ubicació de l'autoria |
| -------- | ---------------- | --------------------- |
| c. 48    | Gàlates          | Antioquia (incert)    |
| c. 49–51 | 1 Tessalonicencs | Corint                |
| c. 49–51 | 2 Tessalonicencs | Corint                |
| c. 53–55 | 1 Corintis       | Efes                  |
| c. 55–56 | 2 Corintis       | Macedònia             |
| c. 57    | Romans           | Corint                |
| c. 62    | Efesis           | Roma                  |
| c. 62    | Filipencs        | Roma                  |
| c. 62    | Colossencs       | Roma                  |
| c. 62    | Filemó           | Roma                  |
| c. 62–64 | 1 Timoteu        | Macedònia             |
| c. 62–64 | Titus            | Nicòpolis             |
| c. 64–67 | 2 Timoteu        | Roma                  |

En les edicions modernes, l'Epístola anònima als Hebreus es col·loca al final de les cartes de Pau i abans de les epístoles generals. Aquesta pràctica es va popularitzar a través de la Vulgata del segle IV per Jeroni, que era conscient dels dubtes antics sobre la seva autoria, i també es segueix a la majoria de manuscrits romans d'Orient medievals amb gairebé cap excepció.
La col·locació d'Hebreus entre les epístoles paulines és menys consistent en els manuscrits:
- entre Romans i 1 Corintis (és a dir, per ordre de longitud sense dividir les Epístoles als Corintis): Papir 46 i minúscules 103, 455, 1961, 1964, 1977, 1994.
- entre 2 Corintis i Gàlates: minúscules 1930, 1978 i 2248
- entre Gàlates i Efesis: implícit per la numeració a B. A B, Gàlates acaba i Efesis comença al mateix costat del mateix foli (pàgina 1493); de manera similar, 2 Tessalonicencs acaba i Hebreus comença al mateix costat del mateix foli (pàgina 1512).[21]
- entre 2 Tessalonicencs i 1 Timoteu (és a dir, abans de les Pastorals): א, A, B, C, H, I, P, 0150, 0151 i unes 60 minúscules (per exemple, 218, 632 )
- després de Filemó: D, 048, E, K, L i la majoria de minúscules.
- omesos: F i G

## Contingut
Les temàtiques generals de les diverses epístoles són les següents:
- Romans: va ser escrita des de Corint, vers l'any 56. És de llarg la més extensa de les epístoles paulines, i es considera el llegat teològic més important de l'apòstol. Pau encara no havia estat mai a Roma, però la va identificar com una plataforma per l'expansió del Cristianisme i els adreçà una carta exposant el camí de la salvació a través de Crist.
- Corintis 1: escrita a Efes vers l'any 56, tracta sobre els temes debatuts entre les primeres comunitats cristianes, com el matrimoni, la virginitat, el paper de la dona, la celebració de l'eucaristia o la fe en la resurrecció corporal.
- Corintis 2: escrita a Filipos (anys 57-58). En aquesta carta l'apòstol Pau es defensa de les acusacions que li feien determinats cercles conservadors de Corint, que el qualificaven d'inconstant i irreflexiu.
- Gàlates: escrita a Filipos (anys 57-58), és una condemna dels sectors cristians judaïtzants que pretenien restringir l'universalisme del missatge de Crist.
- Efesis: escrita des de Roma (anys 60-61) i adreçada a les Esglésies de l'Àsia Menor, d'on Efes n'era la capital, aprofundint sobre el contingut de l'epístola als colossencs.
- Filipencs: escrita a Efes vers l'any 56, és una carta de caràcter personal. Pau demostra tenir forts vincles afectius amb la comunitat de Filipos, als que agraeix la seva generositat.
- Colossencs: escrita des de Roma (anys 60-61), presenta Crist com la figura central de l'Univers i la història.
- Tessalonicencs 1: escrita des de Corint vers l'any 52, és possiblement la primera epístola en sentit cronològic i, per tant, el primer text cristià que es conserva. Conté una exposició del nucli del missatge paulí, i els encoratja a reforçar la seva fe i a continuar escampant el missatge de Crist.
- Tessalonicencs 2: escrita poc després que la primera carta a la comunitat, és un intent de corregir una mala interpretació d'aquesta en adonar-se que molts entenien que la vinguda del Senyor era imminent.
- Timoteu 1: és una carta de Pau a Timoteu, el seu delegat a Efes, en la que l'aconsella i l'instrueix sobre l'organització de l'Església.
- Timoteu 2: en la segona carta a Timoteu, s'exhorta a no tenir por de predicar sobre el Senyor. Pau pronostica la seva pròpia mort i demana a Timoteu que segueixi treballant.
- Titus: és una carta personal al cap de l'Església cretenca Titus en la que descriu els deures i obligacions dels bisbes.
- Filemó: escrita des de Roma (anys 60-61), és una breu carta personal al magnat colossenc Filemó, intervenint a favor del seu esclau Onèssim. És l'escrit més curt del nou testament.

Les dues cartes a Timoteu i la carta a Titus, totes elles de difícil datació, són conegudes col·lectivament com les epístoles pastorals, ja que van dirigides a càrrecs eclesiàstics i tracten sobre el paper que ha jugar el lideratge de la comunitat cristiana.

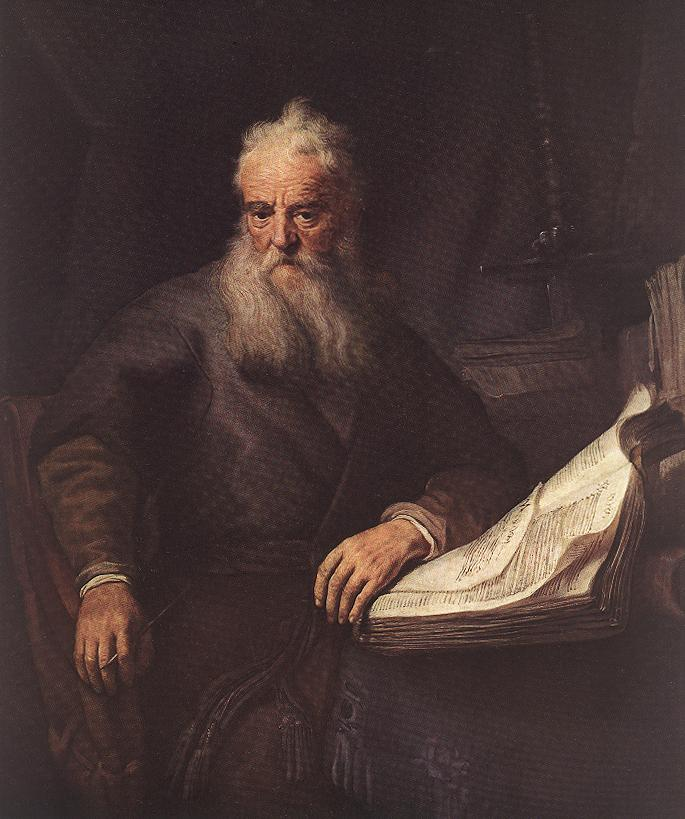
L'apòstol Pau segons Rembrandt (v. 1633)

## Epístoles perdudes
Existeixen cartes de Pau de les que es coneix l'existència a través d'una referència inclosa en una altra epístola d'autenticitat confirmada, però que no s'han conservat i, per tant, no es troben incloses al cànon:
- Una primera epístola, o "zero", a Corint, també anomenada Epístola anterior de Pau als Corintis, [24] o carta corintí anterior de Pau, [25] possiblement referenciada a 1 Corintis 5:9.[26]
- Una tercera epístola a Corint, escrita entre 1 i 2 Corintis, també anomenada la Carta Severa, a la qual es fa referència a 2 Corintis 2:4 [27] i 2 Corintis 7:8–9 [28]
- Una epístola anterior als Efesis a la qual es fa referència a Efesis 3:3–4 [29]
- Una possible epístola paulina als laodiceans, [25] referenciada a Colossencs 4:16 [30]

## Epístoles pseudoepigràfiques
Diverses altres epístoles van ser atribuïdes a Pau durant el curs de la història, però ara es consideren pseudoepigràfiques :
- Tercera Epístola als Corintis, una correspondència de dues cartes presumptament enviades pels corintis a Pau, i després una carta de resposta presumptament enviada per Pau a l'Església de Corint. Va ser considerada genuïna durant un temps per l'Església Ortodoxa Siríaca i l'Església Apostòlica Armènia, però ara es data àmpliament a la segona meitat del segle II dC.[31][32]
- Epístola als Alexandrins, una suposada epístola escrita per Pau a l'Església d'Alexandria. S'esmenta al fragment de Muratori (segle II dC), que la denuncia com una obra espúria falsificada per Marció de Sinope. El seu text s'ha perdut i no se sap res del seu contingut.[33]
- Versions no paulines de l'Epístola als Laodiceans:
  - L'Epístola marcionita als laodiceans. El fragment muratorià (segle II dC) denuncia una suposada Epístola als laodiceans com una altra obra espúria falsificada per Marció de Sinope. El seu text s'ha perdut i no se sap res del seu contingut.[33]
  - L'Epístola llatina als Laodiceans. Es troba en alguns manuscrits bíblics llatins antics, però es considera àmpliament una falsificació, i és en gran part una còpia de versos de l'Epístola als Filipencs. Les teories varien, però possiblement es va fer com a contrafalsificació per compensar la popularitat de l'epístola marcionita.[33]
- Correspondència entre Pau i Sèneca, una col·lecció de correspondència que afirma ser entre Pau i Sèneca el Jove. Universalment es considera una falsificació del segle IV dC.[34]